# Rammstein (album)
Rammstein è il settimo album in studio del gruppo musicale tedesco Rammstein, pubblicato il 17 maggio 2019 dalla Rammstein GBR e dalla Vertigo/Capitol.

## Descrizione
Composto da undici brani, si tratta del primo album in studio del gruppo a distanza di dieci anni dall'uscita di Liebe ist für alle da. Secondo la formazione, il disco non presenta alcun titolo.

## Tracce
Testi e musiche di Rammstein.
1. Deutschland – 5:23
2. Radio – 4:37
3. Zeig dich – 4:15
4. Ausländer – 3:51
5. Sex – 3:56
6. Puppe – 4:33
7. Was ich liebe – 4:29
8. Diamant – 2:34
9. Weit weg – 4:20
10. Tattoo – 4:11
11. Hallomann – 4:11

## Formazione
Gruppo
- Till Lindemann – voce
- Richard Z. Kruspe – chitarra, voce aggiuntiva (traccia 1)
- Paul Landers – chitarra
- Oliver Riedel – basso
- Doktor Christian Lorenz – tastiera
- Christoph Doom Schneider – batteria

Altri musicisti
- Meral Al-Mer – cori (tracce 1 e 10)
- Sven Helbig – arrangiamento coro e strumenti ad arco (tracce 3 e 6)
- The Academic Choir – coro (tracce 3 e 6)
- The Symphony Orchestra of the National Television and Radio Company of Belarus, Minsk – strumenti ad arco (tracce 3 e 6)
- Ben Bazzazian – programmazione aggiuntiva (traccia 4)
- Carla Bruhn – cori (traccia 11)

Produzione
- Olsen Involtini – produzione, registrazione, missaggio
- Rammstein – produzione
- Tom Dalgety – produzione e ingegneria del suono aggiuntive, registrazione
- Florian Ammon – ingegneria e montaggio Pro Tools e Logic
- Sky Van Hoff – registrazione chitarra, produzione aggiuntiva chitarra
- Svante Forsbäck – mastering

## Classifiche

### Classifiche settimanali
| Classifica (2019)          | Posizione massima |
| -------------------------- | ----------------- |
| Australia                  | 5                 |
| Austria                    | 1                 |
| Belgio (Fiandre)           | 1                 |
| Belgio (Vallonia)          | 1                 |
| Canada                     | 5                 |
| Danimarca                  | 1                 |
| Finlandia                  | 1                 |
| Francia                    | 1                 |
| Germania                   | 1                 |
| Italia                     | 5                 |
| Norvegia                   | 1                 |
| Nuova Zelanda              | 18                |
| Paesi Bassi                | 1                 |
| Polonia                    | 1                 |
| Portogallo                 | 1                 |
| Regno Unito                | 3                 |
| Regno Unito (rock & metal) | 1                 |
| Repubblica Ceca            | 2                 |
| Spagna                     | 2                 |
| Stati Uniti                | 9                 |
| Stati Uniti (hard rock)    | 1                 |
| Stati Uniti (independent)  | 2                 |
| Stati Uniti (rock)         | 2                 |
| Stati Uniti (tastemaker)   | 2                 |
| Svezia                     | 2                 |
| Svizzera                   | 1                 |
| Ungheria                   | 2                 |

### Classifiche di fine anno
| Classifica (2019) | Posizione |
| ----------------- | --------- |
| Bulgaria          | 5         |
| Danimarca         | 58        |
| Estonia           | 5         |
| Germania          | 1         |
| Islanda           | 38        |
| Norvegia          | 14        |
| Paesi Bassi       | 17        |
| Portogallo        | 53        |
| Repubblica Ceca   | 8         |
| Spagna            | 63        |
| Classifica (2020) | Posizione |
| Austria           | 46        |
| Belgio (Fiandre)  | 81        |
| Belgio (Vallonia) | 198       |
| Germania          | 25        |
| Svizzera          | 88        |
| Classifica (2021) | Posizione |
| Austria           | 59        |
| Germania          | 71        |
| Classifica (2022) | Posizione |
| Austria           | 29        |
| Belgio (Fiandre)  | 94        |
| Germania          | 30        |
| Svizzera          | 92        |